# Hemidactylus flaviviridis
Hemidactylus flaviviridis este o specie de șopârle din genul Hemidactylus, familia Gekkonidae, descrisă de Rüppell 1835. Conform Catalogue of Life specia Hemidactylus flaviviridis nu are subspecii cunoscute.